# Konflikt (film)
Konflikt är en svensk dramafilm från 1937 i regi av Per-Axel Branner.

## Handling
Direktör Edvard Banck vandrar runt och morgoninspekterar sitt varv och speciellt bygget av M/S ”Sju Hav”. Med sig har han sin verkmästare. En norsk mariningenjör, Reidar Hagen, har anlänt och skall sköta maskininstallationen. Han har utlovat att göra ett snabbt arbete och säger att det kommer att gå med de arbetare som varvet har. Skeppsredarens fru Birgit kommer till direktörsbostaden och börjar ordna för kvällens party. En stapelavlöpning håller på att organiseras och arbetarna pikar den gamle arbetaren Gustaf Larsson för att hans dotter Birgit är gift med Banck. Birgit uppsöker sin man på kontoret där han sitter och utdelar sina direktiv på ett effektivt sätt. Hon markerar sitt missnöje med att han bara tänker på sitt arbete. Hon vill att de skall resa bort. Han bara bygger och bygger men aldrig reser med de båtar han tillverkat, säger hon. Hon säger att vad skall det tjäna till att döpa en båt som man aldrig får resa med. På varvet sker stapelavlöpningen. Hagen som står i sällskap med Larsson ser Birgit när hon vinkar till sin far och blir intresserad. Birgit släpper champagneflaskan på ”Sju Hav”.
På varvet är arbetarna irriterade över en ny serie nattskift, som är till för att båten skall bli klar före konflikten. Man diskuterar också de rationaliseringar som gjorts och som medfört att många arbetare fått avsked. I maskinverkstaden råkar en arbetare ut för en svår olycka och ambulansen kommer.
På gamla maskinverkstaden är det stort strejkmöte. Man kräver inte ökade löner utan att alla som avskedats på grund av rationaliseringar och anskaffning av moderna arbetsmaskiner skall återanställas. Gamle Larsson varnar för strejk före avtalstidens utgång, andra talare vill ha strejk genast. Jerker är den som hetsigast pläderar för omedelbar arbetsnedläggelse.
Direktionen på varvet diskuterar samtidigt läget. Banck varnar förgäves för ytterligare avskedanden men hans motpol, Hård, argumenterar för en fast linje. Man skall inte falla undan och säger att ju fler maskiner, desto färre irrationella faktorer i form av arbetare. Banck hävdar nu att arbetarna just är varvets mest värdefulla tillgång. I maskinhallen röstar arbetarna för strejk och sjunger ”Internationalen”. Direktionen röstar för minskad arbetsstyrka och sången från arbetarnas möte hörs in i direktionsrummet.
Hagen och Birgit diskuterar framtiden. Skall hon skilja sig från sin make? Tillbaka i hemmet där Banck föreslår att han och hon skall fara bort med ”Sju Hav”. men Birgit vill inte. Hon vill resa bort själv och tänka över hela situationen på egen hand. Hemma hos Larsson blir fadern upprörd när hon talar om eventuell skilsmässa och menar att livet är ingen lek, att svika Banck är fel och säger att ”avtal är avtal”. Men modern råder henne att resa och Birgit far ut i världen. Hagen vinkar av henne på stationen.
Nya förhandlingar vidtar om strejken som utbrutit och som pågår i tre dagar men som sedan avblåses. Man gör ett nytt kollektivavtal. ”Sju Hav” kan snart göra sin jungfruresa för Hagen har fått motorerna på rekordtid i båten. Banck talar ut med Hagen och säger att han vet hur mycket han betytt för Birgit. Han ber Hagen att ta väl hand om henne. Birgit återvänder hem, talar med sin mor och det hela avslutas med att hon förenas med sin make. Hagen avreser ensam med ”Sju Hav”.

## Om filmen
Filmen premiärvisades 15 januari 1937 på biograf  Palladium i Stockholm. Inspelningen skedde i Filmstaden, Råsunda med exteriörer från Götaverken i Göteborg av Martin Bodin. 

## Roller i urval
- Lars Hanson - Edvard Banck, direktör för Stora varvet
- Sigurd Wallén - Gustaf "Lasse" Larsson, maskinmästare
- Aino Taube - Birgit Banck, Edvards hustru, Gustaf Larssons dotter
- Baltzar Berg - Reidar Hagen, norsk maskiningenjör
- Anders Henrikson - Jerker, varvsarbetare
- Björn Berglund - Kalle Karlsson, nitare
- Rune Carlsten - skeppsredare Herbert Broon
- Sven Bergvall - fackföreningsordföranden
- Gösta Cederlund - generaldirektör Hård, ledamot av varvsstyrelsen
- Lotten Olsson - Lovisa Larsson, Gustaf Larssons hustru
- Olav Riégo - direktörsassistenten hos Banck
- Albert Ståhl - verkmästaren
- Victor Thorén - Vicke, gammal varvsarbetare
- Georg Skarstedt - varvsarbetare
- Hjalmar Peters - gammal varvsarbetare

## Musik i filmen
- I Struck a Match in the Rain, kompositör Jeff Clarkson, text Jack Le Soir och Harry F. Clarkson, instrumental.
- L' Internationale (Internationalen), kompositör Pierre Degeyter, text Eugène Pottier, svensk text Henrik Menander
- Rosen aus dem Süden, vals, op. 388, kompositör Johann Strauss d.y., instrumental.
- Grondement tumultueux, kompositör Lucien Rose, instrumental.
- Patria, kompositör Gabriel Parès, instrumental.
- Shylock, op. 57, kompositör Gabriel Fauré, instrumental.
- Marche patriote, kompositör Eugène Picheran, instrumental.